# WWE Day of Reckoning
WWE Day of Reckoning é um jogo de wrestling profissional lançado para o console Nintendo GameCube em 2004. O jogo é baseado na World Wrestling Entertainment e muitos dos lutadores que estavam no roster da WWE no momento do lançamento foram incluídos como personagens jogáveis. O jogo também apresenta a opção de criar lutadores.
O jogo foi seguido por uma continuação lançada em 2005, a WWE Day of Reckoning 2.

## Jogabilidade
Os jogadores também são capazes de contar os ataques de seus oponentes com um aperto de botão cronometrado. Uma das características únicas do jogo é o "Momentum Shift" - um ataque de desespero que dá a um personagem uma vantagem imediata durante a partida. O modo de jogo Exhibition permite que os jogadores lutam em vários tipos de combates, incluindo Hell in a Cell e Iron Man. Modo história do jogo permite aos jogadores comandarem um lutador criado,e desenvolve-lo até chegar ao status de main event da WWE.

## Enredo
A estrela criada começa como um lutador novo assinou um contrato de desenvolvimento da WWE tentando trabalhar o seu caminho até o roster principal. Depois do desenvolvimento vem de uma temporada no Sunday Night Heat, antes do lutador finalmente se juntar ao roster principal. O jogador escolhe em qual brand entrar (Raw ou Smackdown!), que também escolhe em qual stable entrará (Evolution de Triple H, indo para o Raw ou New Ministry de Undertaker, indo assim para o SmackDown!).
Enquanto o superastro criado trabalha seu caminho até o roster principal, o líder acaba se tornando campeão, depois começa a tirar as pessoas da equipe, pois se tornam uma ameaça para o seu campeonato (inclusive o superstar criado). A luta final é uma Iron Man Match na WrestleMania XX valendo o cinturão.
A história continua em WWE Day of Reckoning 2, embora sob o pressuposto de que o superastro escolheu o Raw.

## Roster
| Superstars       | Divas         | Legends                     |
| ---------------- | ------------- | --------------------------- |
| Batista          | Molly Holly   | André the Giant             |
| The Big Show     | Trish Stratus | Bret Hart                   |
| Booker T         | Stacy Keibler | Greg "The Hammer" Valentine |
| Charlie Haas     | Victoria      | "Rowdy" Roddy Piper         |
| Chavo Guerrero   |               |                             |
| Chris Benoit     |               |                             |
| Christian        |               |                             |
| Chris Jericho    |               |                             |
| Doug Basham      |               |                             |
| Eddie Guerrero   |               |                             |
| Edge             |               |                             |
| Hardcore Holly   |               |                             |
| John Cena        |               |                             |
| Kane             |               |                             |
| Kane             |               |                             |
| Kurt Angle       |               |                             |
| Lance Storm      |               |                             |
| Matt Hardy       |               |                             |
| Randy Orton      |               |                             |
| Rhyno            |               |                             |
| Ric Flair        |               |                             |
| Rob Van Dam      |               |                             |
| The Rock         |               |                             |
| Shawn Michaels   |               |                             |
| Shelton Benjamin |               |                             |
| Triple H         |               |                             |
| The Undertaker   |               |                             |
| Val Venis        |               |                             |

## Recepção da Crítica
Alex Navarro do site GameSpot elogiou o jogo para o seu modo de história melhorado e gráficos, em relação ao jogo anterior para GameCube, a WWE WrestleMania XIX. O site IGN também teve a mesma opinião. No entanto, ambos os sites encontraram uma falha, pois  o jogo apresenta uma seleção de lutadores limitada. O IGN deu ao jogo uma nota 8,3 de 10, enquanto o GameSpot deu-lhe um 8,2 de 10. O jogo tem uma pontuação de 79 em 100 das 47 opiniões dos críticos.